# Щепета
Щепета́ (в верховье — Чилик), (на местном диалекте — Щебета) — река в России, протекает по Солонешенскому району Алтайского края. Устье реки находится в 273 км по левому берегу реки Ануй, чуть выше села Топольное. Длина реки составляет 32 км.

## Притоки
Левые: Елинова, Баблайка.
Правые: Казанда, Рыбная.

## Хозяйственное использование
В бассейне реки расположены села Елиново и Рыбное. Верхняя часть бассейна реки входит в состав комплексного заказника Каскад водопадов на реке Шинок.

## Данные водного реестра
По данным государственного водного реестра России относится к Верхнеобскому бассейновому округу, водохозяйственный участок реки — Обь от слияния рек Бия и Катунь до города Барнаул, без реки Алей, речной подбассейн реки — бассейны притоков (Верхней) Оби до впадения Томи. Речной бассейн реки — (Верхняя) Обь до впадения Иртыша.